# محمد رجاء فرحات
محمد رجاء فرحات هو مسرحي تونسي. كتب وأخرج ومثل في عدة مسرحيات وأدار مهرجان قرطاج الدولي في دورتيه 17 و18 وهو لم يتجاوز الثلاثين عاما وعمل مديرا فنيا للمهرجان في دورتيه 42 و43. أدار الفرقة المسرحية بقفصة أين كتب نصوص عدة مسرحيات من أهمها «البرني والعطراء».

## أعماله

### مسرحيات
- البرني والعطراء (كتابة)
- محمد علي الحامي (كتابة)
- الجازية الهلالية (كتابة)
- جحا والشرق الحائر
- ثورة الزنج (تمثيل)
- بورقيبة، التحرير (تمثيل)
- بورقيبة، بناء الدولة (تمثيل)
- بورقيبة، السجن الأخير، 2012 (تمثيل)
- المنصف باي

### أفلام
- ظلال الصمت، لعبد الله المحيسن، 2006 (تمثيل)
- شطر محبة، لكلثوم برناز، 2008 (نص)

### تلفزيون
- مدائن الشرق، التلفزة التونسية
- ناعورة الهواء، الجزء 1، 2014 (دور: رجل أعمال)
- ناعورة الهواء، الجزء 2، 2015 (دور: منصف بن عبد الله)

### كتب
- جحا والشرق الحائر والبرني والعطراء، سنمار، 1984

## وصلات خارجية
- محمد رجاء فرحات في موقع السينما: https://elcinema.com/person/2138261/